# Gebhard Blücher von Wahlstatt
Gebhard Bernhard Carl, 2. Fürst Blücher von Wahlstatt (* 14. Juli 1799 in Münster; † 8. März 1875 auf Schloss Raduň) war ein preußischer Großgrundbesitzer und erbliches Mitglied des Preußischen Herrenhauses.

## Herkunft
Gebhard Fürst Blücher von Wahlstatt entstammte der Familie Blücher, einer ursprünglich mecklenburgischen Familie des Uradels, deren Stammsitz im gleichnamigen Ort Blücher bei Lauenburg an der Elbe lag und die mit dem  Ministerialen der Bischöfe von Ratzeburg Ulrich de Bluchere 1214 zuerst erscheint und die Stammreihe beginnt. Gebhards Linie wurde mit dem preußischen Generalfeldmarschall Gebhard Leberecht von Blücher, seinem Großvater, am 3. Juni 1814 in Paris in den erblichen preußischen Grafenstand und in den persönlichen Fürstenstand als Fürst Blücher von Wahlstatt erhoben.
Die Eltern von Gebhard Bernhard Carl, 2. Fürst Blücher von Wahlstatt waren der preußische Generalmajor Graf Franz Blücher von Wahlstatt (1778–1829) und dessen Ehefrau Bernhardine von Sass († 1806). Sein Vater wurde infolge einer Kopfverwundung im Jahr 1813 bei Peterswalde geisteskrank.

## Leben
Er war der Enkel des Feldmarschalls und 1. Fürsten Blücher von Wahlstatt. Weil die Fürstenwürde dem 1. Fürsten aber nur ad personam und die Grafenwürde zwar erblich, aber erst 1814 erteilt worden war, wurde er am 14. Juli 1799 nur als Gebhard von Blücher in Münster in Westfalen geboren. Nach dem Tode des Feldmarschalls erlosch daher die Fürstenwürde, aber Gebhard und sein Vater waren seit 1814 Grafen, da dieser Titel dem Feldmarschall unbeschränkt erteilt worden war. Gleichzeitig mit dem Tode des 1. Fürsten gingen seine zahlreichen Güter, die ihm die preußische Krone als Dank für seine militärischen Verdienste verliehen hatte, auf seine Erben über. So erbte Gebhard das Palais Blücher in Berlin sowie die Majoratsherrschaft Krieblowitz und erwarb 1841 noch die Herrschaft Wahlstatt, beide im preußischen Teil Schlesiens gelegen.

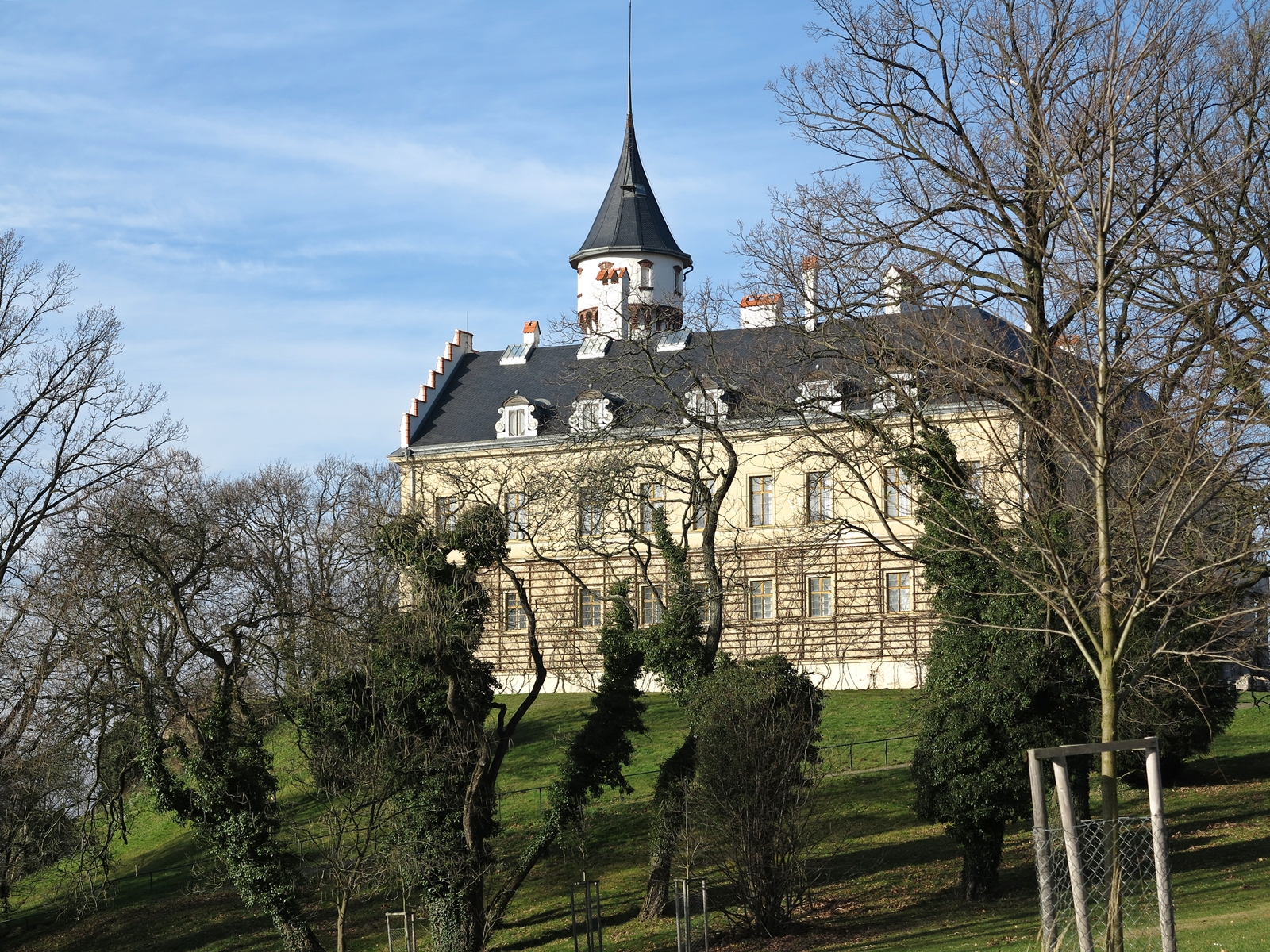
Schloss Raduň in Mährisch-Schlesien

Zu diesem schon sehr ausgedehnten Grundbesitz im preußischen Teil Schlesien kamen seit der am 29. Oktober 1832 in Warmbrunn erfolgten Eheschließung mit der österreichischen Gräfin Marie Larisch von Moennich (* 3. September 1801; † 1889) noch die bedeutenden Ländereien seiner Frau, die diese im österreichischen Teil Schlesiens besaß, insbesondere die Herrschaft Schloss Raduň in Mährisch-Schlesien. Wegen dieses großen Grundbesitzes und um die Nachkommen des Feldmarschall wieder stärker an die preußische Krone zu binden (Gebhard lebte meist im österreichischen Radun) erneuerte König Wilhelm I. von Preußen am 18. Oktober 1861, dem Krönungstag des Königs, in Königsberg in Preußen die Fürstenwürde als erblichen Titel (Primogenitur mit der Anrede Durchlaucht). Zusätzlich verlieh Wilhelm I. dem damaligen 2. Fürsten Blücher von Wahlstatt am 28. Januar 1869 einen erblichen Sitz im Preußischen Herrenhaus, den die Familie dann bis zur Revolution 1918 innehatte.
Gebhard 2. Fürst Blücher von Wahlstatt lebte vorwiegend als feudaler Grundbesitzer auf seinen Gütern, die er zusammen mit den Gütern seiner Frau bewirtschaftete. Er nahm zwar seinen Herrenhaussitz ein, jedoch ohne dort besondere politische Aktivitäten zu entwickeln. Er starb in Radun am 8. März 1875 und wurde von seinem ältesten Sohn Gebhard Leberecht als 3. Fürst Blücher von Wahlstatt beerbt.
Sein zweiter Sohn Gustav Gebhard Leberecht (* 1837; † 1881) war Legationsrat und Ehrenritter des Malteserordens.